# گذر (مسیر)

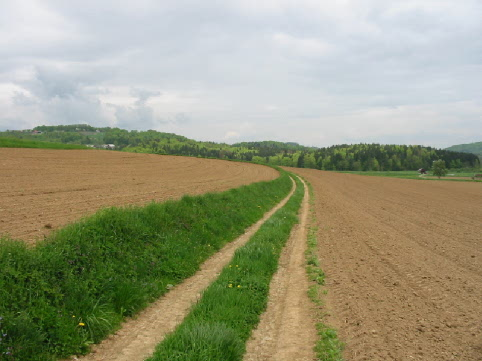
گذر روستایی در اسلوونی

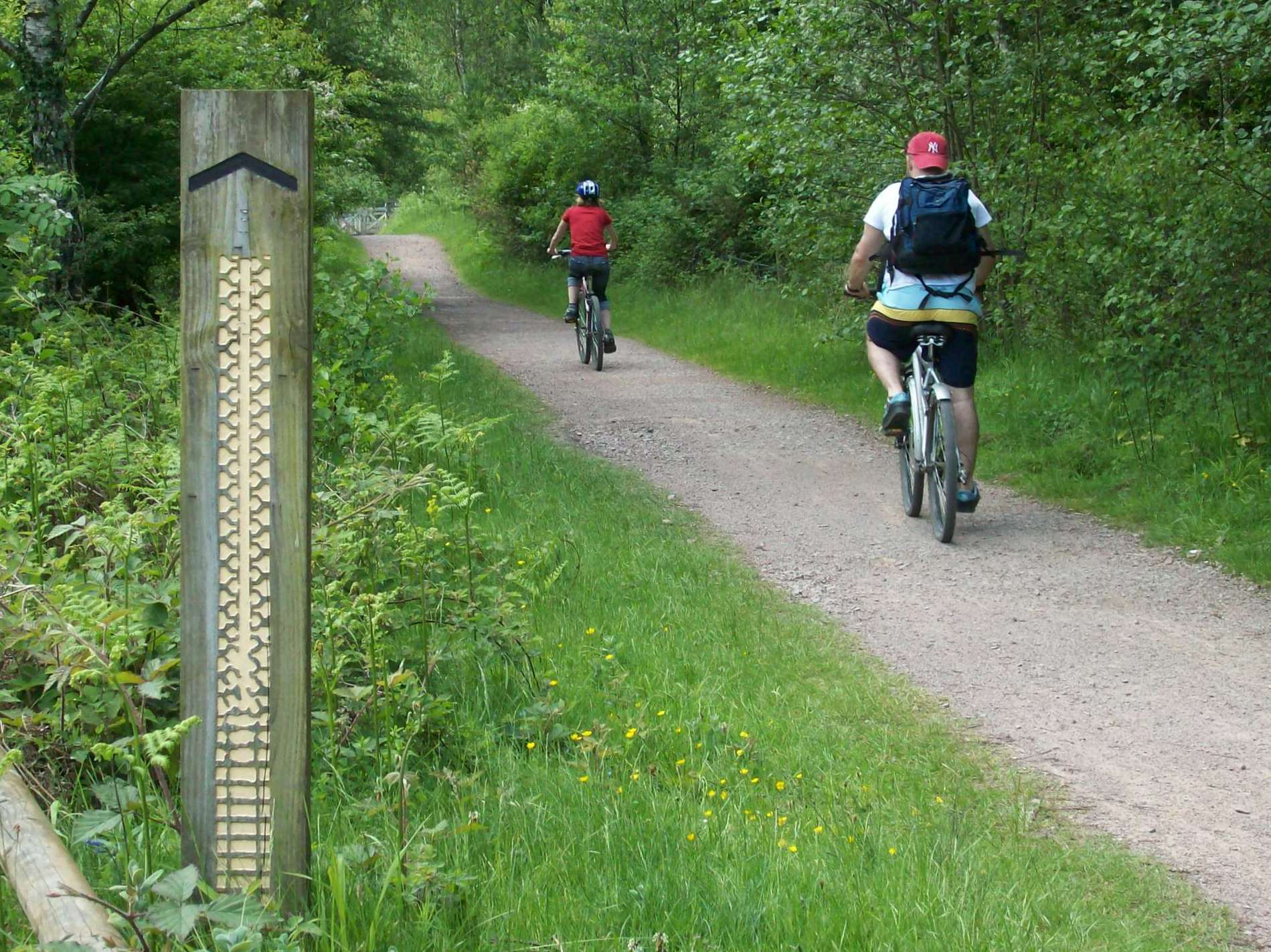
دوچرخه کوهستان در مسیری در انگلستان

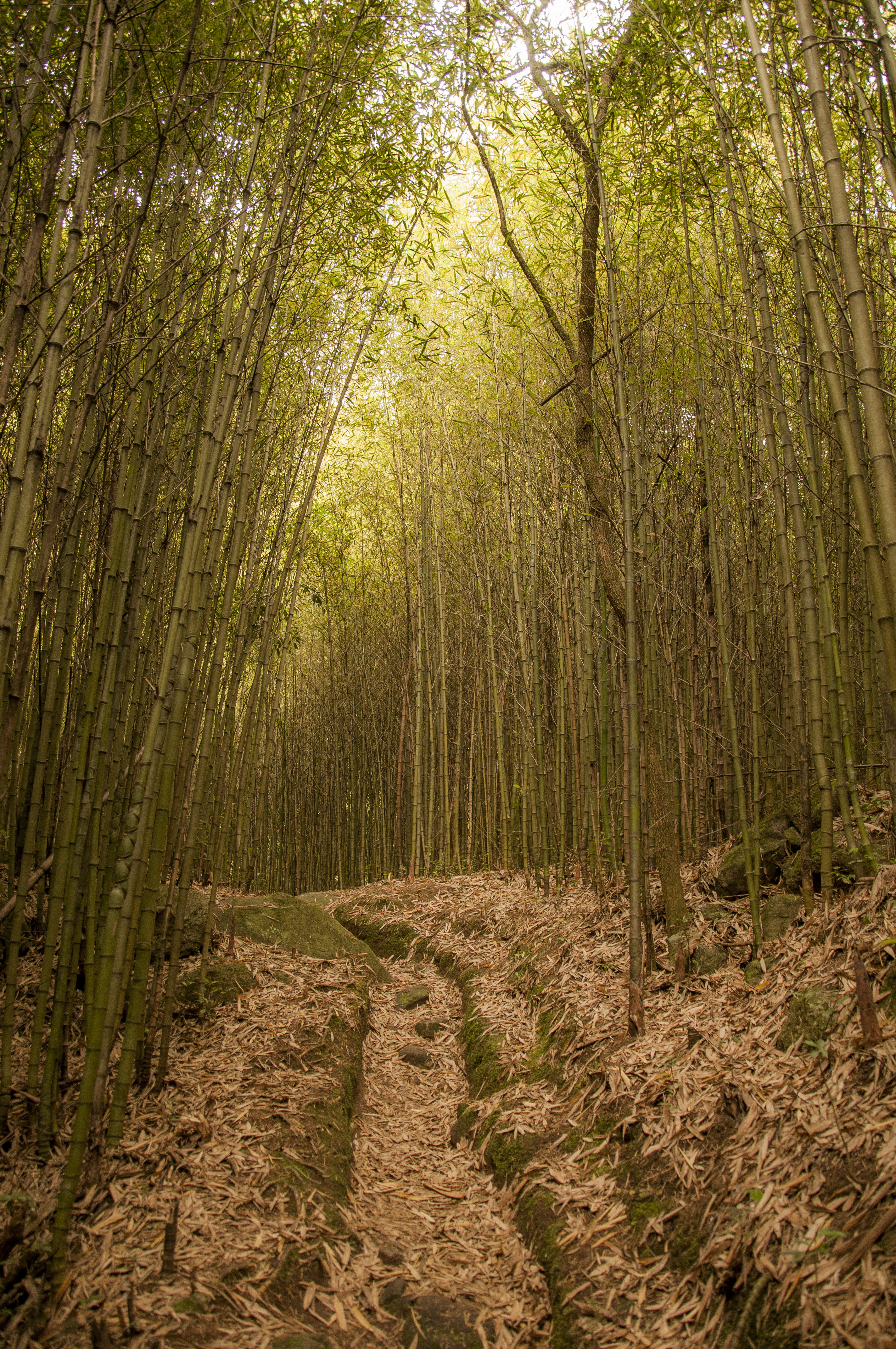
گذر در یک جنگل در برزیل

گُذر عبارت است از مسیر یا راهی عموماً خاکی برای پیمایش.
اصطلاح تریل (به انگلیسی: trail) در آمریکای شمالی به مسیرهای رودخانه‌ای و بزرگراهی هم گفته می‌شود. گذرها ممکن است تک‌منظوره باشند. برای نمونه گاه گذر فقط ویژهٔ پیاده‌روی یا مخصوص دوچرخه سواری است. اما گاه چندمنظوره است و مورداستفادهٔ پیاده، دوچرخه‌سواران، موتورسواران و …
گذرها یا مسیرهای خاکی برای دوچرخه‌های کوهستان، موتورسیکلت‌ها و خودروهای آفرود مناسب هستند. اسب سواری و اسکی نیز در تریل صورت می‌گیرد.

## انواع گذر

### گذر مشترک

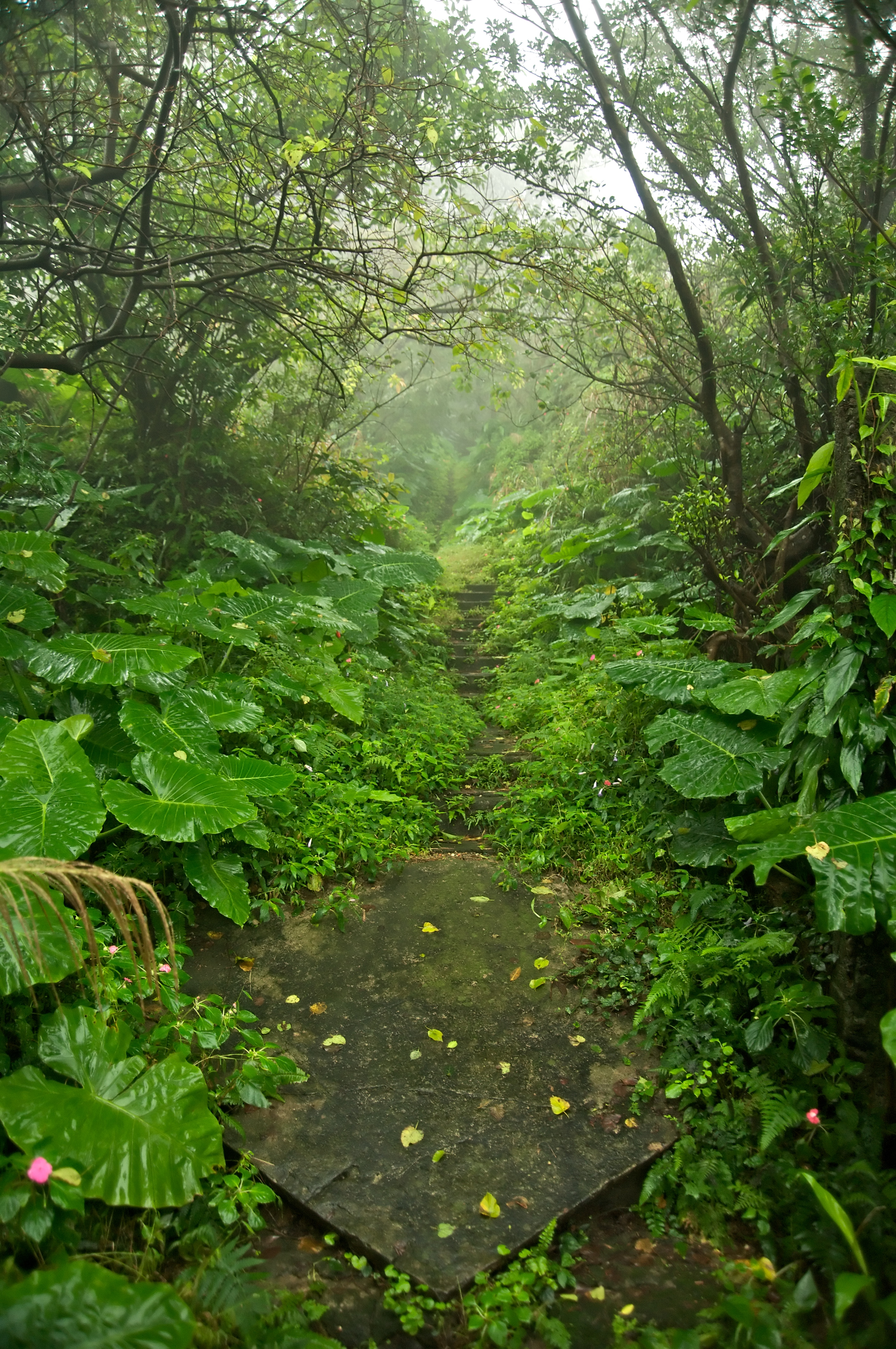
گذر در یک معدن متروکه در تایوان

گذرهای اشتراکی همزمان یا در روزها و ساعات مختلف می‌توانند مورد استفاده گروه‌ها و وسایل نقلیه مختلف قرار گیرند. برای مثال ممکن است مسیری هم‌زمان مورد استفاده افراد پیاده و دوچرخه سوار قرار گیرد.
گذر ترانس کانادا نمونه ای از گذرهای اشتراکی است که توسط کوه پیمایان، دوچرخه سواران، اسب سواران و نیز اسکی کنندگان مورد استفاده قرار می‌گیرد.

#### راه جنگلی
راه جنگلی نوعی گذر است که به صورت یک راه با امکانات اولیه در دل جنگل‌ها ساخته می‌شود.

#### گذر ریلی

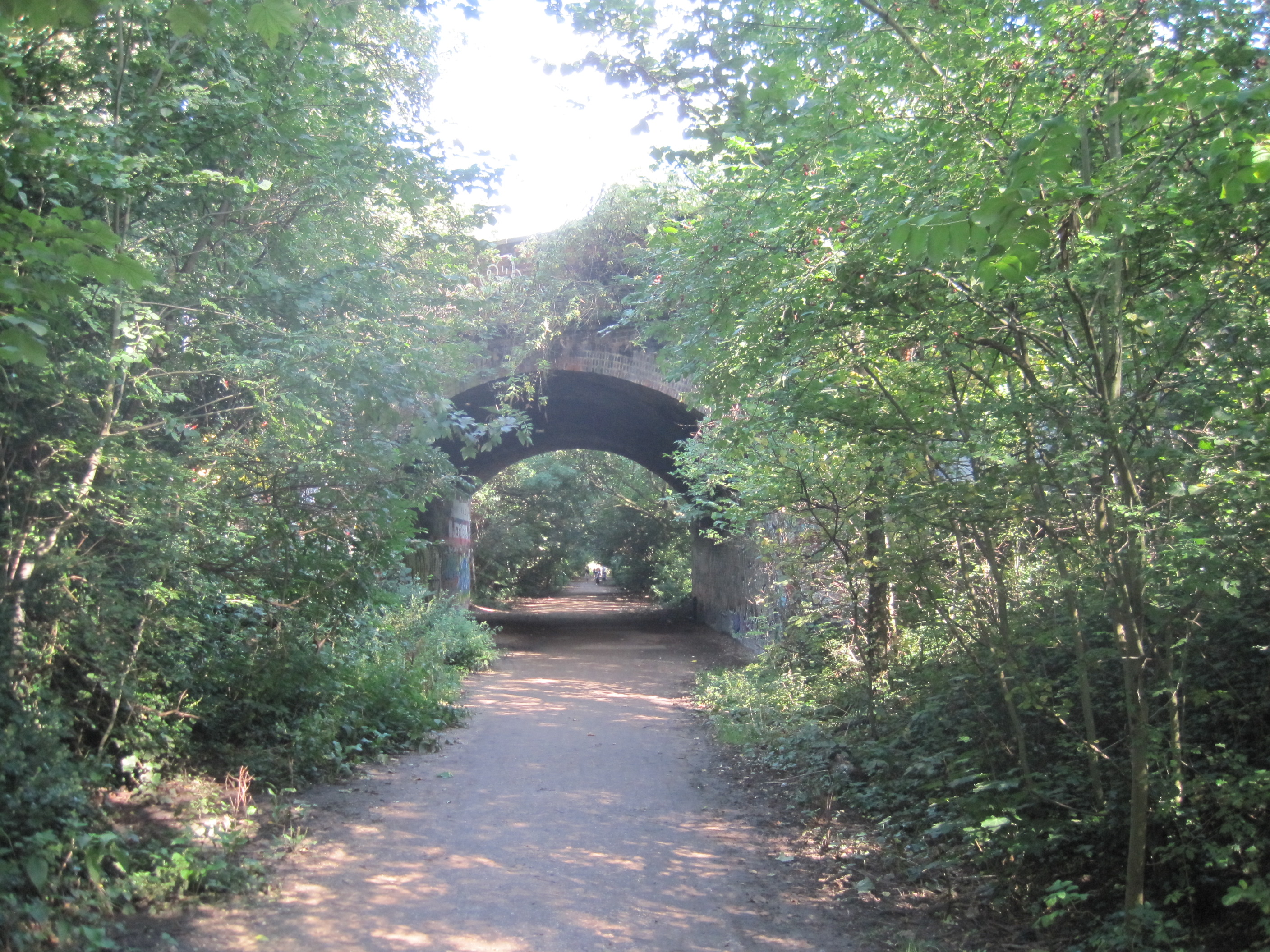
پارک لند والک نمونه ای ار گذر ریلی در انگلیس.

تریل یا مسیر ریلی به مسیرهای تریل گفته می‌شود که به موازات یا متعلق به راه‌آهن و خطوط ریلی هستند. معمولاً خطوط ریلی متروکه برای این کار مناسب‌اند.

#### مسیر یدک‌کش

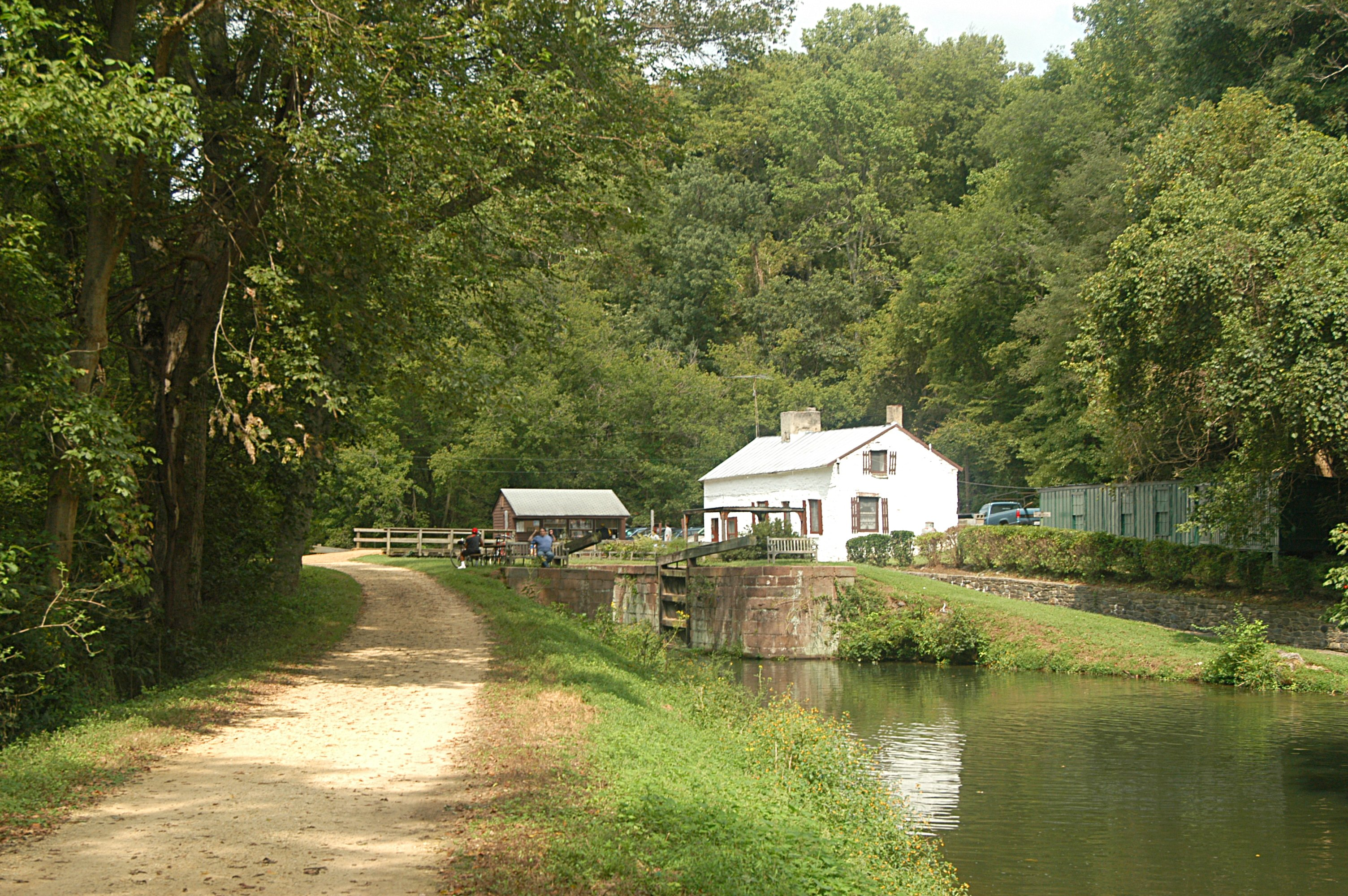
گذر یدک‌کش در مریلند

مسیر یدک‌کش جاده یا مسیری در حاشیه رودخانه یا کانال آبی است که هدف از ساخت آن کشیدن قایق‌ها توسط اسب یا انسانها از طریق جاده است.

#### گذر شهری
گذر شهری به شبکه گسترده مسیرهای غیر موتوری مناطق شهری گفته می‌شود که برای افراد پیاده، دوندگان و دوچرخه سواران طراحی شده‌اند. این مسیرها ممکن است جنبه تفریحی یا ترابری داشته باشند. تریل‌ها یا مسیرهای شهری به مناطق مسکونی، مراکز تجاری و و ایستگاه‌های حمل و نقل عمومی دسترسی دارند.

### گذر تفکیک شده
گذر تفکیک شده به گونه ای است که تداخلی بین هر نوع استفاده از تریل پیش نیاید. به این ترتیب در یک گذر تفکیک شده، مسیر عبور عابران از دوچرخه‌ها و سایر وسایل نقلیه جدا است.

### پیاده‌راه

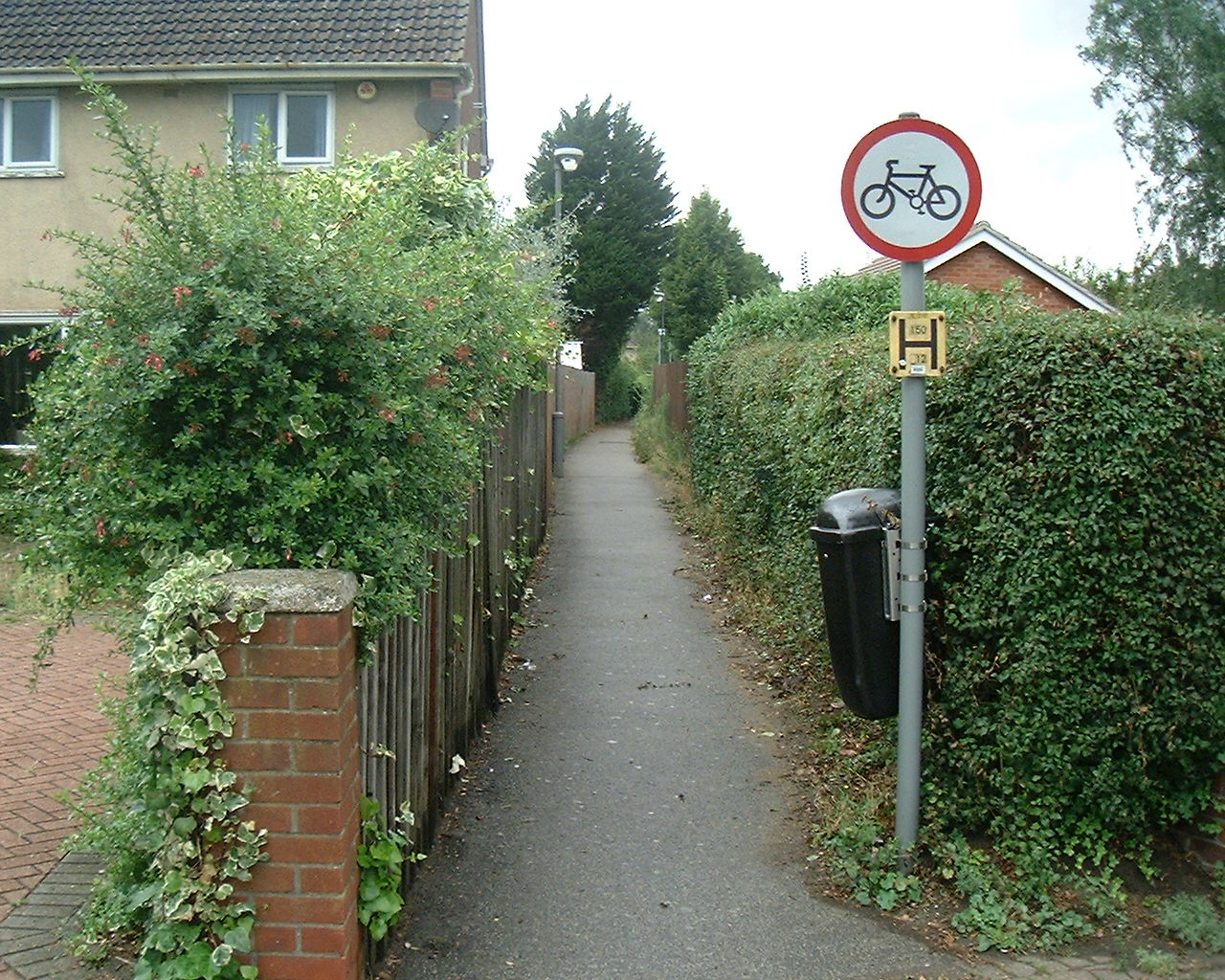
معبر پیاده شهری در ایپسوییچ انگلستان با ممنوعیت دوچرخه سواری

پیاده‌راه یا گذرگاه پیاده نوعی معبر است که برای عابرین پیاده طراحی شده‌است.

### گذر دوچرخه
گذر دوچرخه سواری شامل طیف گسترده‌ای از گذرهای اشتراکی است که دوچرخه سواران مجاز به استفاده از آن‌ها هستند. این مسیرها در شهرها یا طبیعت ساخته می‌شوند.

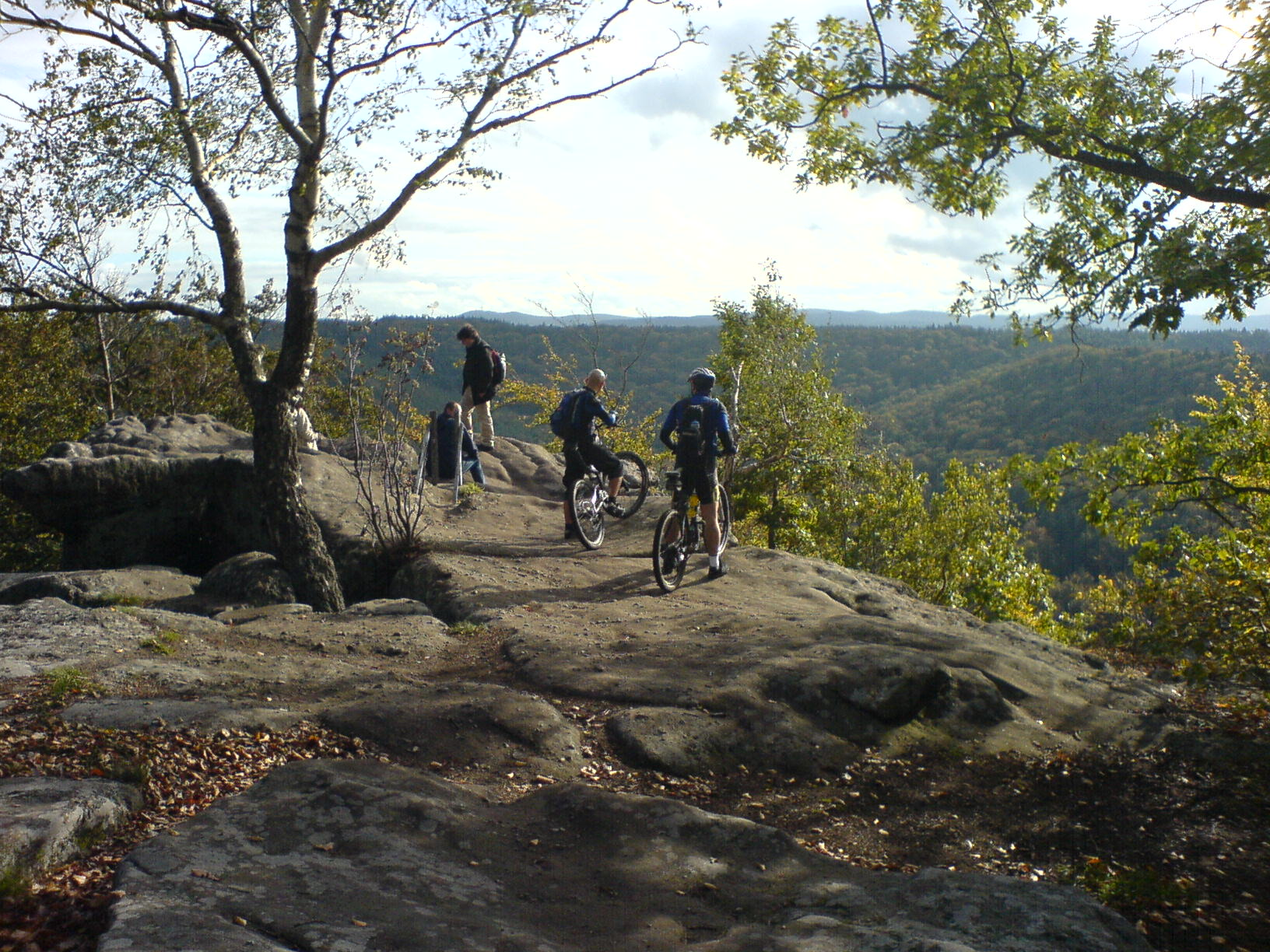
کوهپیمایان و دوچرخه سوران کوهستان در یک گذر مشترک در آلمان.

همراه با محبوبیت دوچرخه کوهستان، تعداد گذرها یا مسیرهای دوچرخه سواری آفرود هم گسترش یافته‌است.

### گذر اسب سواری

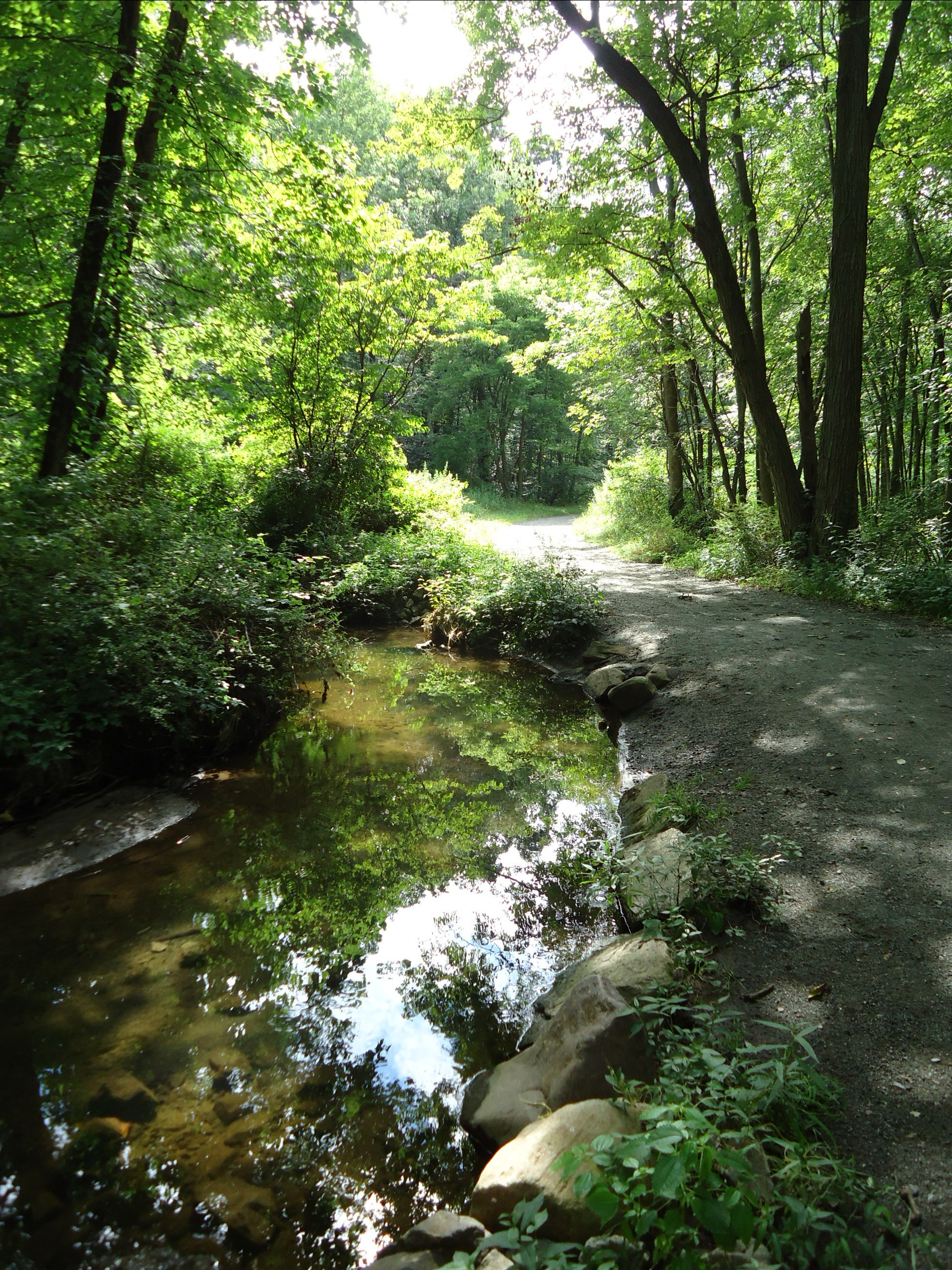
گذر ترکیبی برای اسب سواری و پیاده‌روی در حومه شهر نیویورک

سوارکاری و اسب سواری از استفاده‌های پرطرفدار گذرها هستند.
در ایالات متحده، بر اساس سیستم ملی نوین طبقه‌بندی اسب سواری مسیرهای پیاده‌روی شامل استفاده روزانه ساده از مسیرهای سوارکاری و سایر گذرها می‌شود.

### گذر کشوری اسکی

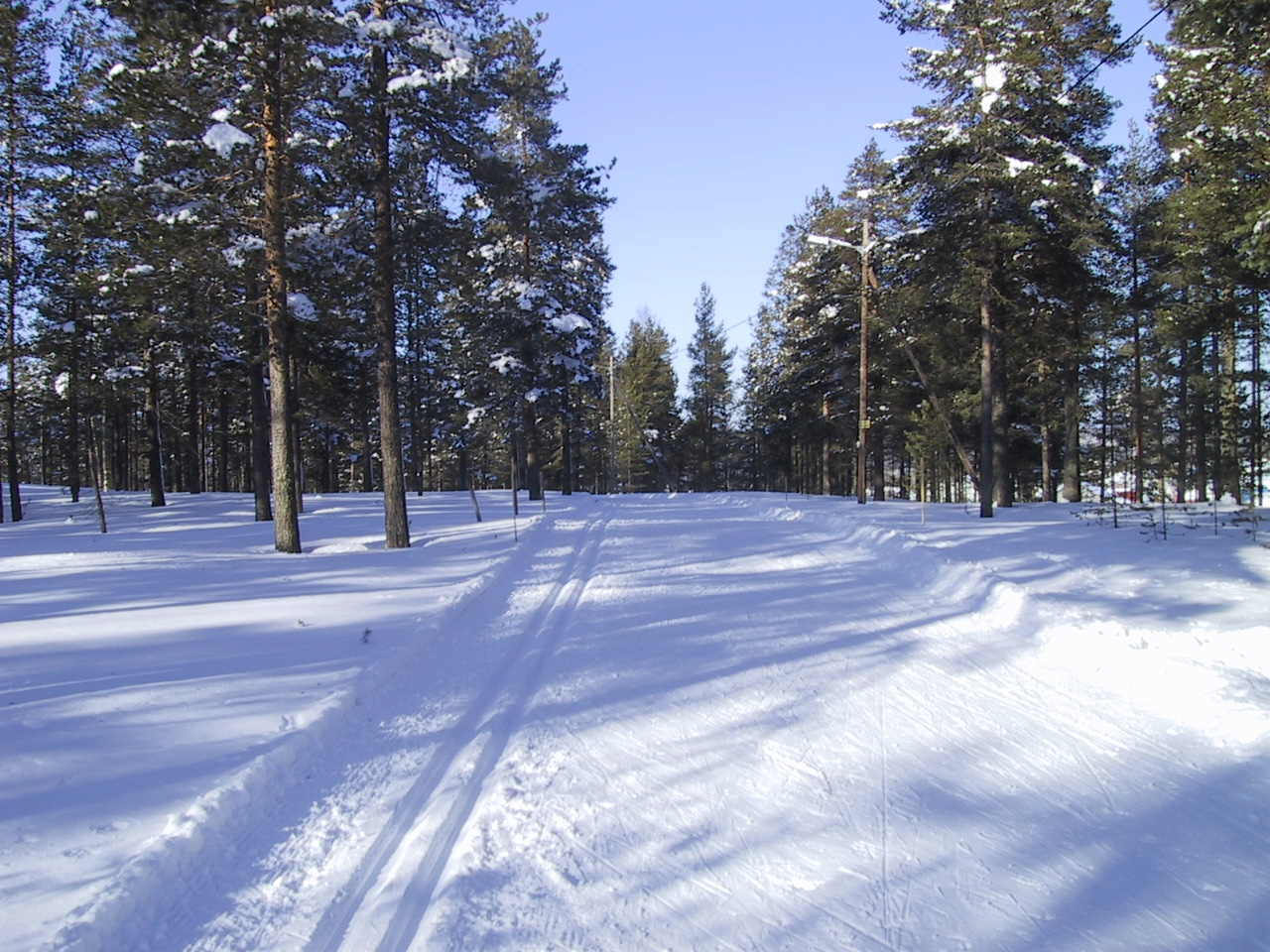
گذر اسکی کشوری

مسیرهای اسکی بلند همراه با امکانات چادر زدن و اقامت هستند که در اروپا مشاهده می‌شوند.

### گذر آبی
به مسیرهای مخصوص فعالیت‌های آبی مانند کایاک سواری و قایق‌سواری و مانند آن گذر آبی گفته می‌شود.

### گذر موتوری

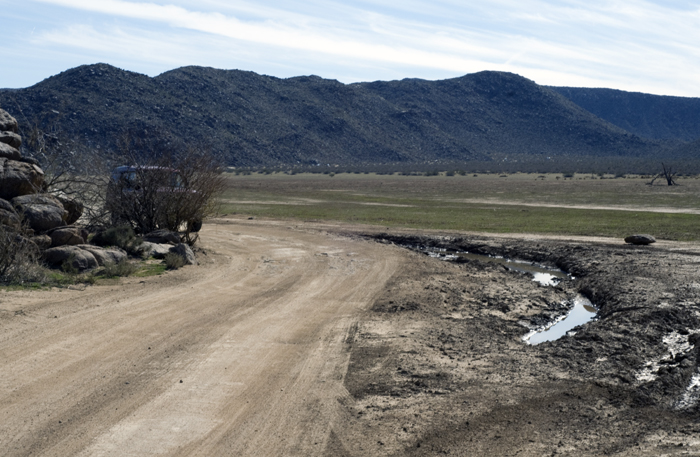
آسیب رخ داده به یک پارک طبیعی در اثر عبور خودروها.

گذر موتوری به معنای عبور از مسیرهای تریل با وسایل نقلیه موتوری مانند موتورسیکلت یا خودروهای آفرود است.
تریل موتوری توسط برخی از اعضای دولت آمریکا و سازمان محیط زیست مورد اعتراض قرار گرفته‌است. فرسایش خاک و آلودگی محیط زیست و نیز آلودگی صوتی از عوارض تریل‌های موتوری است.

## چارچوب گذر

### گذر خطی
گذر خطی در مسیرهای خطی از یک نقطه به نقطه دیگر و معمولاً در مسافت‌های طولانی طراحی می‌شوند. مسیرهای خطی کوتاه نیز عمدتاً به یک آبشار یا کوه منتهی می‌شوند.

### مسیرهای حلقوی
در گذر حلقه ای، مسیر به گونه ای است که فرد در انتها می‌تواند به جای اولیه برگردد.

## ساخت و ساز

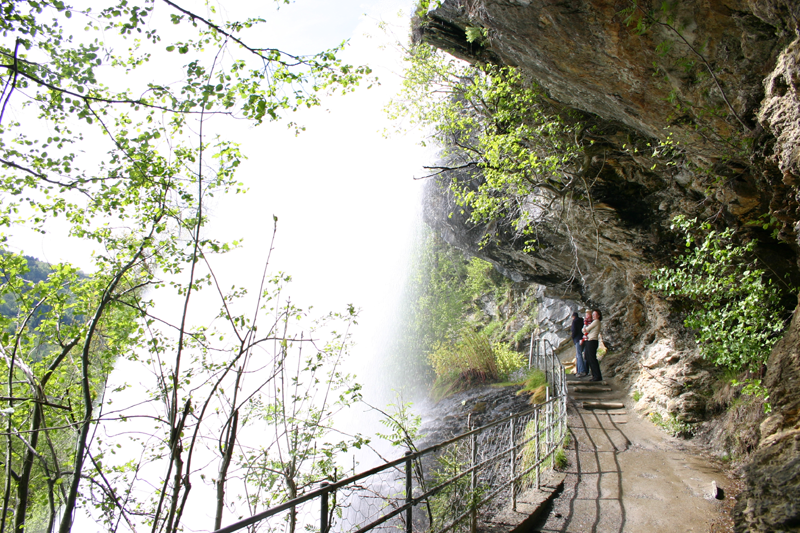
مسیر ساخته شده در زیر آبشار

تریل‌ها عمدتاً به‌طور طبیعی و در اثر استفاده زیاد از یک مسیر ساخته می‌شوند. اما مسیرهای گذر حرفه‌ای نیازمند ساخت و ساز دقیق و مهندسی هستند.

### زهکشی

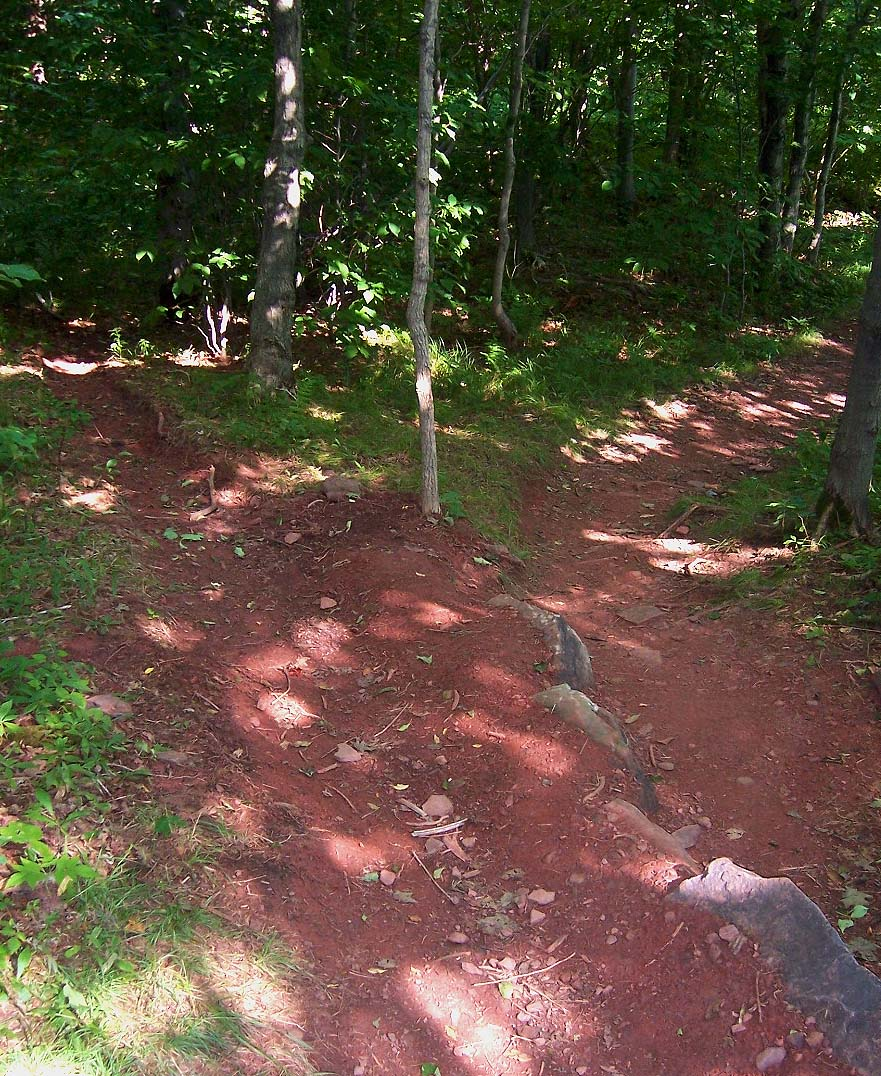
زهکشی موجب بقای مسیرها می‌شود.

گذرها نیاز به زهکشی دارند تا امکان استفاده از آن‌ها وجود داشته باشد. وجود آب در این مسیرها همچنین خطراتی دارد و موجب گل گرفتگی و کثیفی مسیر می‌شود.

### طبقه‌بندی

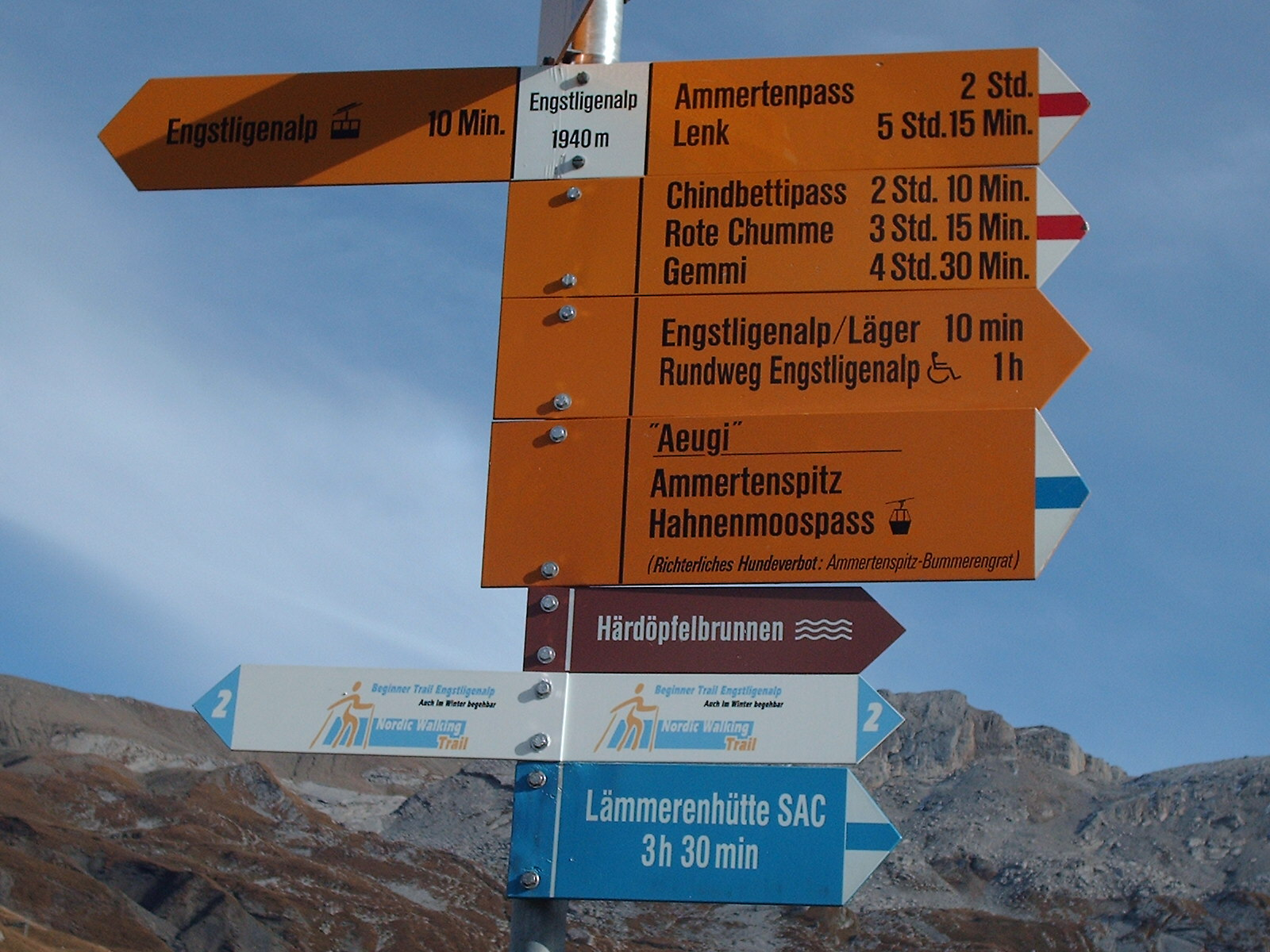
نشانه‌های راهنما در سوئیس.

استفاده از علائم رنگی ساده در مسیرهای گذر رایج است. این علائم رنگی میزان سختی مسیر را نشان می‌دهند.
- دایره سبز - آسان
- مربع آبی - متوسط
- الماس سیاه - مشکل